# 鈴木瑞穂
鈴木 瑞穂（すずき みずほ、1927年〈昭和2年〉10月23日 - 2023年〈令和5年〉11月19日）は、日本の男性俳優・声優。オフィスODA所属。劇団銅鑼団友。以前は其田事務所に所属していた。

## 来歴
満洲出身。安東中学校卒業。1943年に海軍兵学校に入学し、在学中に終戦を迎える。戦後は京都大学経済学部に入学。劇団民藝の公演『かもめ』を観て感動したことで、京都大学を中退して日本大学芸術学部に転じる。
1952年、劇団民藝の研究生となり、「五稜郭血書」で初舞台を踏んだ。
1962年に『るつぼ』での演技で文化庁芸術祭奨励賞を受賞。
1971年に民藝を退団。1972年、劇団銅鑼を結成し、10年間代表を務めた後、フリーとなる。
熊井啓や山本薩夫の監督映画の常連俳優でもあった。
2017年、第45回日本新劇製作者協会賞を受賞した。
2023年11月19日午後11時1分、心不全のため東京都で死去した。96歳没。訃報は28日に劇団銅鑼より発表された。

## 人物
- 妻は劇団ポポロ座で活動していた高田光枝[6]。女優の高田敏江は妻の妹[6]。
- 洋画吹き替えではダース・ベイダー、ヴィトー・コルレオーネ、ユニクロンなどの悪役を数多く担当した。
- 日本共産党を支持しており、推薦人名簿に名を連ねている[19]。
- 「世田谷・九条の会」の呼びかけ人も務めている[20]。

## 出演作品（俳優）

### 舞台

#### 劇団民藝
- 五稜郭血書（1952年、作・演出：久保栄）
- 民衆の敵（1953年、作：ヘンリック・イプセン　演出：岡倉士朗）
- 日本の気象（1953年、作・演出：久保栄）
- 煉瓦女工（1954年、原作：野澤富美子　脚色：栗原有蔵　演出：松尾哲次）
- 常磐炭田（1954年、作：伊藤貞助　演出：松尾哲次）
- 穀倉地帯（1954年、作：長島しげ子　演出：松尾哲次）
- ものいわぬ女たち（1955年、作：秋元松代　演出：松尾哲次）
- ヴィルヘルム・テル（1955年、作：フリードリヒ・フォン・シラー　演出：村山知義）
- 恐怖（1955年、作：ジョルジュ・ソリヤ　演出：岡倉士朗）
- 遠い凱歌（1956年3月、作：内村直也　演出：岡倉士朗）
- 帰らぬ人（1956年10月、作：本田英郎　演出：松尾哲次）
- 御料車物語（1957年2月、作：鈴木元一　演出：松尾哲次）
- 漁船天佑丸（1957年6月、作：ヘルマン・ハイエルマンス　演出：松尾哲次）
- 火山灰地（1961年、作：久保栄　演出：村山知義）
- オットーと呼ばれる日本人（1962年、作：木下順二　演出：宇野重吉）
- るつぼ（1962年、作：アーサー・ミラー　演出： 菅原卓）
- 冬の時代（1964年、作：木下順二　演出：宇野重吉）
- 狼（1966年、作：ロマン・ロラン　演出：早川昭二）
- 想い出のチェーホフ（1971年、作：エリ・マリューギン　演出：宇野重吉）

#### その他
- 早春の賦（1973年、新人会　作： 津上忠　演出：八田満穂）
- 二つの月曜日の思い出（1973年、劇団銅鑼　作：アーサー・ミラー　演出：早川昭二）
- 雪の下の詩人たち（1974年、劇団銅鑼　作：大垣肇、小関智弘　演出：早川昭二）
- 楡の木陰の欲望（1982年、三越ロイヤルシアター　作：ユージン・オニール　演出：木村光一）
- NINAGAWAマクベス（1985年、東宝　作：ウィリアム・シェイクスピア　演出：蜷川幸雄）
- 恋愛論（1986年、栗原小巻プロデュース　作：サムイル・アリョーシン　演出：セルゲイ・ユールスキイ）
- じゃじゃ馬ならし（1986年、パルコ　作：ウィリアム・シェイクスピア　演出：福田陽一郎）
- 愛と修羅―政宗に毒を盛った女―（1990年、松竹　作・演出：ジェームス三木）
- 夜の来訪者（1991年、俳優座劇場　原作：J・B・プリーストリー　脚本：八木柊一郎　演出：西川信廣）
- 橙色の嘘（1993年、東京芸術座/劇団銅鑼　作：平石耕一　演出：早川昭二）
- 守銭奴（1996年、俳優座劇場　作：モリエール　演出：鵜山仁）
- ヨーン・ガブリエル・ボルクマン－氷の炎－（1998年、劇団銅鑼　作：ヘンリック・イプセン　演出：セルゲイ・ユールスキイ）
- 子午線の祀り（1999年、新国立劇場　作：木下順二　演出：観世栄夫ほか）
- こわれがめ（2001年、俳優座劇場　作：ハインリヒ・フォン・クライスト　演出：鵜山仁）
- ワーニャおじさん（2002年、新国立劇場　作：アントン・チェーホフ　演出：栗山民也）
- ニュルンベルク裁判（2003年、ひょうご舞台芸術　作：アビー・マン　演出：鵜山仁）
- 請願－静かな叫び－（2004年、新国立劇場　作：ブライアン・クラーク　演出：木村光一）
- 女相続人（2006年、俳優座劇場　原作：ヘンリー・ジェイムズ　脚本：オーガスタ＆ルース・ゲッツ　演出：西川信廣）
- はい、奥田製作所。（2008年、劇団銅鑼　作：小関直人　演出：山田昭一）
- オットーと呼ばれる日本人（2008年、新国立劇場　作：木下順二　演出：鵜山仁）
- ヘンリー六世（2009年、新国立劇場　作：ウィリアム・シェイクスピア　演出：鵜山仁）

### 映画
- 姿なき顔役（1958年、日活） - 遠藤刑事
- その壁を砕け（1959年、日活） - 主任検事
- 危険な女（1959年、日活） - 編集部員
- 大人と子供のあいの子だい（1961年、日活） - 田口先生
- 泥だらけの純情（1963年、日活） - 利根川刑事
- 帝銀事件 死刑囚（1964年、日活） - 大野木記者
- 日本列島（1965年、日活） - 黒崎
- 忍びの者 伊賀屋敷（1965年、大映） - 由比正雪
- ぼくどうして涙がでるの（1965年、日活） - 神山医師
- 氷点（1966年、大映） - 高木
- 赤いグラス（1966年、日活） - 杉浦
- 私は泣かない（1966年、日活）
- 栄光への挑戦（1966年、日活） - 八田産業調査室長
- 白い巨塔（1966年、大映） - 関口弁護士
- なつかしい風来坊（1966年、松竹） - 民生省防疫課長
- 夜霧よ今夜も有難う（1967年、日活） - チャン
- 夕笛(1967年、日活) - 根津
- 座頭市牢破り（1967年、大映） - 大原秋穂
- 黒部の太陽（1968年、日活） - 千田技師
- 怪談雪女郎（1968年、大映） - 行慶
- 鉄砲伝来記（1968年、大映） - 語り
- 女賭博師丁半旅（1969年、大映） - 横尾玄市
- 天狗党 (1969年)
- 眠狂四郎円月殺法（1969年、大映）
- 富士山頂（1970年、石原プロ / 日活） - 気象庁会計課長
- 地の群れ（1970年、ATG） - 宇南親雄
- 激動の昭和史 沖縄決戦（1971年、東宝） - 中島参謀[21][7]
- 追いつめる（1972年、松竹） - 草柳捜査4課長
- 二十歳の原点（1973年、東宝） - 高野昌彦
- 戦争と人間 完結篇（1973年、日活） - 田島駿一郎
- 日本沈没（1973年、東宝） - 科学技術庁長官[21]
- 仁義なき戦いシリーズ（東映）
  - 仁義なき戦い 頂上作戦（1974年） - 編集長
  - 仁義なき戦い 完結篇（1974年） - 平手君郎
- 華麗なる一族（1974年、東宝） - 倉石弁護士
- 小林多喜二（1974年、多喜二プロ） - 山本懸蔵
- 愛と誠（1974年、松竹） - 早乙女毅一郎
- 続・愛と誠（1975年、松竹） - 早乙女毅一郎
- ノストラダムスの大予言（1974年、東宝） - 環境庁長官[21][11]
- 県警対組織暴力（1975年、東映） - 県警幹部
- 昭和枯れすすき（1975年、松竹） - 井島
- 新幹線大爆破（1975年、東映） - 花村警視庁捜査1課長
- 東京湾炎上（1975年、東宝） - 葛城特別対策本部長[21][7]
- 金環蝕（1975年、東宝） - 小野
- 動脈列島（1975年、東宝） - 新聞記者
- 天保水滸伝 大原幽学（1976年、富士映画） - 良左衛門
- 犬神の悪霊（1977年、東映） - 剣持剛造
- 人間の証明（1977年、東映） - 山路部長刑事
- 霧の旗（1977年、東宝） - 刑事
- 日本の首領 完結篇（1978年、東映） - 鬼島検事正
- 皇帝のいない八月（1978年、松竹） - 真野陸将
- 聖職の碑（1978年、東宝） - 高山健次郎
- 野性の証明（1978年、東映） - 久我幕僚長
- 鬼畜（1978年、松竹） - 刑事
- 翼は心につけて（1978年、共同映画全国系列会議） - 中館教授
- こむぎいろの天使 雀と少年（1978年、青銅プロ） - 三島先生
- 十八歳、海へ（1979年、にっかつ） - 森本隆英
- 遙かなる山の呼び声（1980年、松竹） - 田島駿一郎
- 地震列島（1980年、東宝）- 統幕議長[21][7]
- 月光仮面（1981年、日本ヘラルド映画） - 竹林賢法
- 青葉学園物語（1981年、にっかつ児童映画） - 園長先生
- 魔性の夏 四谷怪談より（1981年、松竹）
- 魔界転生（1981年、東映） - 小笠原少斎
- 典子は、今（1981年、東宝） - 碩台小学校校長
- 南十字星（1982年、東宝） - 河村少将
- ひめゆりの塔（1982年、東宝） - 山岡部長
- 未完の対局（1982年、東宝） - 日本領事
- 小説吉田学校（1983年、東宝） - 中井川隆一郎
- 里見八犬伝（1983年、東映）
- おかげは和賀心にあり（1983年、金光教） - 金光大神
- ゴジラ（1984年、東宝） - 江守外務大臣[7][22][11]
- 国東物語（1985年、エキプ・ド・シネマ）
- テラ戦士ΨBOY（1985年、東映） - 政界の男
- 大奥十八景（1986年、東映）- 酒井雅楽頭忠清
- はいからさんが通る（1987年、東映） - 河内大佐
- ロックよ、静かに流れよ（1988年、東宝）
- 敦煌（1988年、東宝） - 野利仁栄
- 菩提樹 リンデンバウム（1988年、東映）- 深川教授
- 226（1989年、松竹富士） - 阿部信行
- ハリマオ（1989年、松竹） - 笠井大佐
- スキ!（1990年、東宝） - 東都建設社長
- 福沢諭吉（1991年、東映） - 土岐太郎八
- 課長 島耕作（1992年、東宝） - 水野忠司
- 薔薇ホテル（1996年、ゼアリズ） - 陽子の父
- 母べえ（2008年、松竹） - 二階堂肇
- 真夏のオリオン（2009年、東宝） - 鈴木勝海
- 洋菓子店コアンドル（2011年、アスミック・エース） - 吉川忠男
- くじけないで（2013年、松竹） - 柴田貞吉
- 神様のカルテ2（2014年） - 本庄忠一（院長）

### テレビ作品
- 松本清張シリーズ・黒の組曲 / 白い闇（1962年、NHK） - 小関精一
- 大河ドラマ（NHK）
  - 赤穂浪士（1964年） - 神崎与五郎
  - 三姉妹（1967年） - 車善七
  - 天と地と（1969年） - 鈴木国重
  - 新・平家物語（1972年） - 勧修寺光頼
  - 国盗り物語（1973年） - 日運上人
  - 勝海舟（1974年） - 男谷精一郎
  - 獅子の時代（1980年） - 小此木錠一
  - 武田信玄（1988年） - 千野伊豆守
  - 信長 KING OF ZIPANGU（1992年） - 坂井大膳
  - 八代将軍吉宗（1995年） - 林信篤
  - 徳川慶喜（1998年） - 徳川家慶
  - 葵 徳川三代（2000年） - 板倉勝重
  - 風林火山（2007年） - 上杉定実
- ザ・ガードマン（TBS / 大映テレビ室）
  - 第18話「裸の欲望」（1965年） - 弁護士
  - 第35話「姿なき眼」（1965年）
  - 第56話「都会の陰謀」（1966年）
  - 第63話「女ひとり」（1966年）
  - 第110話「栄光への罠」（1967年）
  - 第132話「2億円の賭け」（1967年）
- 秘密指令883 第4話「はるかなる故郷」（1967年 - 1968年、フジテレビ）- 榊原
- 鬼平犯科帳 第60話「罠」（1970年、NET / 東宝） - 庄右衛門
- 火曜日の女シリーズ 逃亡者－この街のどこかで－（1970年、大映テレビ室・日本テレビ） - 合田常務
- 天下御免（1971年 - 1972年、NHK）
- おらんだ左近事件帖 第18話「南蛮浪人伝」（1972年、CX / 東宝） - 長崎屋嘉兵衛
- 子連れ狼（NTV / ユニオン映画）
  - 第1部 第10話「六道無辺」（1973年） - 松平諏訪守
  - 第2部 第5話「寒到来」（1974年） - 福山佐兵衛
- 必殺仕置人 第6話「塀に書かれた恨み文字」（1973年、ABC / 松竹） - 北上帯刀
- トリプル捜査線 第11話「予告爆弾魔の挑戦」（1973年、CX / 大映テレビ）
- 水戸黄門（TBS / C.A.L）
  - 第4部 第24話「牢破り -石巻-」（1973年7月2日） - 早坂刑部
  - 第5部 第21話「幽霊船の怪 -下関-」（1974年8月26日） - 梶木典膳
  - 第7部 第17話「黄門さまの駒裁き -天童-」（1976年9月13日） - 河野主膳
  - 第9部 第10話「風雲久保田城 -秋田-」（1978年10月9日） - 戸賀崎図書
  - 第16部 第38話「命を賭けた用水路 -小山-」（1987年1月12日） - 内藤主膳
  - 第17部 第16話「命がけの母娘再会 -宇和島-」（1987年12月14日） - 柿内左内
  - 第33部 第10話「やんちゃ姫の姉探し -宇和島-」（2004年6月21日） - 川辺甚左衛門
  - 第34部 第2話「頑固な母がついた嘘 -磐城-」（2005年1月17日） - 藤代清右衛門
  - 第35部 第12話「初春!意地の味くらべ -八代-」（2006年1月9日） - 堀平左衛門
- 狼・無頼控（MBS / 大映テレビ）
  - 第8話「恐怖の夜叉面」（1973年） - 越後屋善六
  - 第26話「（秘）指令、狼を殺せ!」（1974年）
- アイフル大作戦 第46話「スキーで婚約殺人旅行」（1974年、TBS / 東映）
- 鞍馬天狗 第4話「剣」（1974年、東宝） - 治作
- ぶらり信兵衛 道場破り 第30話「あるとき払い」（1974年、CX / 東映）
- 太陽にほえろ!（1974年、NTV / 東宝） - 警察幹部
  - 第86話「勇気ある賭け」
  - 第100話「燃える男たち」
- 事件狩り 第1話「なぜ死を急ぐ! 若者たち」（1974年、TBS / 大映テレビ）
- 荒野の素浪人 第2シリーズ 第24話「悪銭の宿」（1974年、NET / 三船プロ）
- 白い牙 第15話「昼下がりの訪問者」（1974年、NTV / 大映テレビ） - 北見
- 大盗賊 第11話「御時計返上!」（1974年、CX / 国際放映）
- 伝七捕物帳 第28話「天狗がさらった娘たち」（1974年、NTV / ユニオン映画）- 伊豆屋
- 夜明けの刑事 （TBS / 大映テレビ）
  - 第8話「電話で殺人を…」（1974年） - 秋津剛造社長 役
  - 第54話「消えた女子高校生歌手の秘密」（1976年） - 本宮恒夫弁護士
- 右門捕物帖 第47話「しあわせ」（1975年、NET / 東映）
- 大岡越前（TBS / C.A.L）
  - 第4部 第21話「情は人のためならず」（1975年2月24日） - 近江屋七左衛門
  - 第8部 第1話「大岡越前」（1984年7月16日） - 中山靱負 役
  - 第10部 第1話、2話「匂い袋に隠された殺意」（1988年2月29日、3月7日） - 水野和泉守
  - ナショナル劇場50周年記念特別企画スペシャル（2006年3月20日） - 阿部和泉守
- 放浪家族（1975年、MBS） - 緒方課長
- 痛快! 河内山宗俊 第7話「御祝儀放免」（1975年、CX / 勝プロ） - 相模屋
- Gメン'75（TBS / 東映）
  - 第74話「人を殺した女の顔」（1976年） - 若松晋判事
  - 第93話「29の死神の手紙」（1977年） - 山本国昭郵政監察官
  - 第122話「18才ひと夏の経験」（1977年） - 青木調査官
  - 第162話「女子大生と警官の異常な関係」（1978年） - 津村警視
  - 第236話「国会議員宿舎の連続強盗事件」（1979年） - 西ヶ谷信二
  - 第292話「香港の女カラテ対Gメン」、第293話「香港の女カラテ対Gメン PART2」（1981年） - 白鳥警視
- 破れ傘刀舟 悪人狩り 第85話「消えた五千両」（1976年、NET / 三船プロ） - 岡っ引き・源造
- 桃太郎侍
  - 第4話「甘くて苦い恋弁当」（1976年、NTV / 東映） - 大沢作次郎
  - 御用聞き・大八親分（第103話、第104話、第106話、第108話、第111話、第114話〜第116話、第118話、第121話、第122話）
- 明治の群像 海に火輪を 第8話「星亨」（1976年、NHK特集） - 星泰順
- 非情のライセンス 第2シリーズ 第116話「狂宴」（1977年、NET / 東映） - 児島光
- 江戸を斬るシリーズ（TBS / C.A.L）
  - 江戸を斬るII 第9話「初春・喧嘩纏」（1976年） - 津上兵部
  - 江戸を斬るIII 第25話「掠奪された御用金」（1977年） - 弥右衛門
  - 江戸を斬るV 第9話「父の無念を子が晴らす」（1980年） - 鍋島内匠頭直孝
- 日本の戦後 第5話「一歩退却二歩前進 二・一ゼネスト前夜」（1977年、NHK特集） - 聴涛克巳
- 横溝正史シリーズ / 悪魔の手毬唄（1977年、MBS / 映像京都） - 仁礼嘉平
- 砂の器（1977年、CX / 俳優座映画放送） - 捜査一課長
- 気まぐれ本格派 第1話「カッパの里帰り」（1977年、NTV / ユニオン映画）
- ポーラテレビ小説 （TBS）
  - こおろぎ橋（1977年 - 1978年） - 鹿野新司
  - 発車オーライ（1981年） - 橋本昭三郎
- 達磨大助事件帳（1977年 - 1978年、ANB / 国際放映） - 筒井和泉守
- 赤い絆（1977年 - 1978年、TBS / 大映テレビ） - 志摩邦夫
- 新・木枯し紋次郎 第15話「人斬りに紋日は暮れた」（1978年、12ch / C.A.L） - 弓の勘太郎（弓勘）
- 大江戸捜査網（12ch / 三船プロ）
  - 第143話「金のなる木で人が死ぬ」（1974年） - 山崎屋徳兵衛
  - 第324話「人質救出の罠」（1978年） - 徳田屋
- そば屋梅吉捕物帳 第9話「遠山桜も男泣き」（1979年、12ch / 国際放映） - 仙造
- 駆け込みビル7号室 第8話「標的を撃ち落せ! 恋の代償は高かった」（1979年、CX / 三船プロ） - 市長
- 鉄道公安官（1979年、ANB）
- 夏の光に…（1980年10月24日、NHK） - 水野
- 西遊記II 第12話「術競べ 消えた悟空」（1980年、NTV / 国際放映） - 蛋子和尚
- 影の軍団シリーズ（KTV / 東映）
  - 服部半蔵 影の軍団 第3話「悪魔が呼んだ奥州路」（1980年） - 大内頼母
  - 影の軍団II 第3話「恐怖！いけにえの館」（1981年）- 梶山九郎太
- 噂の刑事トミーとマツ（TBS / 大映テレビ）
  - 第1シリーズ 第46話「トミマツ卒倒! 新課長、死のドライブ」（1980年） - 田沢産業社長
  - 第2シリーズ（1982年）
    - 第4話「トミー失神! マツの死を呼ぶ警察手帳」 - 富士見署署長
    - 第28話「決ったァ! トミーの飛行機投げ」
- 柳生あばれ旅 第7話「駿府城 秘女の闘い -府中-」（1980年、ANB / 東映） - 石上三左衛門
- 天皇の料理番（1980年 - 1981年、TBS） - 福羽大膳頭
- 時代劇スペシャル / 新吾十番勝負（1981年、CX）
- 少年ドラマシリーズ / おとうと（1981年8月、NHK） - 父
- 警視庁殺人課 第21話「女子高生殺人事件・死の標的」（1981年、ANB / 東映）
- 江戸の用心棒 第23話「吉良邸討ち入り」（1981年、CX / 東宝 / 映像京都） - 奥野将監
- 12時間超ワイドドラマ（TX）
  - 竜馬がゆく（1982年、 中村プロ） - 岩倉具視 役
  - 風雲 柳生武芸帳（1985年、東映） - 天童法眼
  - 風雲江戸城 怒涛の将軍徳川家光（1987年、東映） - 徳川頼宣
- 平岩弓枝ドラマシリーズ / 花祭（1982年、CX）
- 松平右近事件帳 第37話「裏切られた友情」（1982年、NTV / ユニオン映画） - 川勝兵部
- 大奥 第8話「偽れる唇」（1983年、KTV / 東映） - 安藤重長
- 長七郎江戸日記 第1, 2シリーズ （NTV / ユニオン映画）- 酒井讃岐守忠勝
  - 第1シリーズ（1983年）
    - 第2話「風流献上鷹始末」
    - 第4話「風流編笠節」

  - 第2シリーズ スペシャル「千姫有情、母ありき」（1988年）
- スチュワーデス物語（1983年、TBS / 大映テレビ） - 新藤久之
- 金曜ファミリーワイド / 松本清張の地の骨（1984年、CX / 大映テレビ） - 竹岡総長
- ザ・サスペンス（1984年、TBS）
  - 生きていた男
  - 寝台特急「紀伊」殺人行 - 浜村署長
- 弐十手物語（1984年、CX / 東映）
  - 第4話「新米」
  - 第10話「女の甘い罠」
- 木曜ゴールデンドラマ / 魔性（1984年、YTV）
- 火曜サスペンス劇場（NTV）
  - その朝おまえは何を見たか（1983年、大映映像） - 藤宮善次郎
  - 沈黙は罠（1984年、東映） - 藤原健作
  - ペイパーハネムーン（1987年6月）
  - 緋の川（1992年3月、東宝） - 風見哲郎
  - 当番弁護士・北条桜子（2005年9月） - 小松大吉
- 土曜ワイド劇場（ANB）
  - 松本清張の溺れ谷（1983年） - 矢口健蔵
  - 三毛猫ホームズの駈落ち（1984年） - 倉持
  - 西村京太郎トラベルミステリー（1985年 - 1989年） - 本多捜査一課長
  - 家政婦は見た!（3）（1985年）
- 真田太平記（1985年、NHK水曜時代劇） - 住吉慶春
- 松本清張サスペンス 隠花の飾り / 再春（1986年、KTV / 松竹）
- 遠山の金さん (高橋英樹)　第2シリーズ 第39話「破談を狙うガンコ親父の涙!」（1986年、ANB / 東映）- 山崎喜平次
- 特捜最前線 第509話（最終話）「神代警視正・愛と希望の十字架」（1987年、ANB / 東映） - 海道警視正
- NEWジャングル 第33話「そして 愛…」（1988年、NTV / 東宝）
- 三匹が斬る! シリーズ（ANB / 東映）
  - 三匹が斬る! 第21話（SP）「さらば三匹!満開の悪の花咲く京の都大路」（1988年） - 小堀秀政
  - 続・三匹が斬る! 第11話「獅子舞の、童が聞いた子守唄」（1989年） - 良源上人
  - 続続・三匹が斬る! 第11話「女難金難、死体になって長崎非常線!」（1990年） - 本田市兵衛
  - また又・三匹が斬る! 第14話「戸隠は、女郎の恨みか鬼女の花」（1991年） - 鈴木官兵衛
- 名奉行 遠山の金さん 第1シリーズ 第16話「花嫁衣裳が泣いた」（1988年、ANB / 東映） - 鏑木清左衛門
- 織田信長（1989年、TBS） ‐ 織田信友
- 隠密・奥の細道 第14話「女人禁制の山の姫君」（1989年、TX / Gカンパニー）
- ゴリラ・警視庁捜査第8班（1989年、ANB / 石原プロ） - 刑事部長・麻生公義
- 月曜ドラマスペシャル（TBS）
  - 夏樹静子の「第三の女」（1989年） - 吉見昭臣教授
  - 浅見光彦シリーズ（9）天河伝説殺人事件（1997年）
  - 検視官江夏冬子（2）京都冬化粧殺人事件（1998年） - 佐倉周三
- 源義経（1990年、TBS） - 北条時政
- 花王愛の劇場 / いつか誰かと（1990年、TBS）
- 誘惑（1990年、TBS金曜ドラマ） - 沢井専務
- 都会の森（1990年、TBS金曜ドラマ） - 舟本守道弁護士
- 火曜ミステリー劇場 / 三毛猫ホームズの感傷旅行（1990年、TBS） - 栗原警視
- 夏の嵐!（1992年） - 大高隆造
- 巌流島 小次郎と武蔵（1992年） - 小林太郎左衛門
- 大江戸捜査網 平成シリーズ 第2シリーズ第20話「恐怖の人狩り! 隠密同心新参!!」（1992年、TX / Gカンパニー） - 坂巻
- 命のビザ（1992年、CX）- 来栖大使
- 清左衛門残日録（1993年、NHK金曜時代劇） - 朝田弓之助
- 銀行・男たちのサバイバル（1994年、NHK土曜ドラマ）
- 憲法はまだか（1995年、NHK） - 吉田茂
- 存在の深き眠り（1996年） - 小山田教授
- 理想の上司 第5話「ミスを呼ぶ女達」（1997年、TBS） - 青柳
- 女と愛とミステリー（TX）
  - 骨壺を抱く二人の女（2001年） - 塩島刑事
  - 和泉教授夫妻シリーズ（2）湯布院殺人事件（2002年） - 高梨竜太郎
- 相棒 season1 第10話「最後の灯り」（2002年12月11日、ANB / 東映） - 仲瀬古永次
- 新幹線をつくった男たち（2004年、TX） - 三木武吉
- 怪談新耳袋 第53話「オルゴール」（2005年、TBS） - 尾下先生 役

## 出演作品（声優）

### 吹き替え

#### 担当俳優
バート・ランカスター
-   - 家族の肖像（教授）※日本テレビ版
  - 戦場（バーカー司令官）
  - フィールド・オブ・ドリームス（Dr.アーチボルト・"ムーンライト"・グラハム）※日本テレビ・ビデオ版

#### 洋画
- アラビアのロレンス（アレンビー将軍〈ジャック・ホーキンス〉）※テレビ朝日版
- アンネの日記（ジョセフ・シルドクラウト〈オットー・フランク〉）※テレビ朝日版
- エクソシスト3（ウィリアム・キンダーマン警部〈ジョージ・C・スコット〉）※ビデオ版
- エデンの東（アダム・トラスク〈レイモンド・マッセイ〉）
- エンゼル・ハート（イーサン・クルーズマーク）※ソフト版
- オーバー・ザ・トップ（ジェイソン・カトラー〈ロバート・ロッジア〉）※フジテレビ版
- 風と共に去りぬ（ナレーター）※日本テレビ版
- 哀しみのトリスターナ（ドン・ロペ〈フェルナンド・レイ〉）
- クライシス2050（スキート・ケルソ〈チャールトン・ヘストン〉）※劇場公開・ビデオ版
- グラディエーター（マルクス・アウレリウス〈リチャード・ハリス〉）※テレビ朝日版
- ゴッドファーザー（ドン・コルレオーネ〈マーロン・ブランド〉）※日本テレビ版
- ザ・ハリケーン（H・リー・サロキン判事〈ロッド・スタイガー〉）※日本テレビ版
- 34丁目の奇跡（クリス・クリングル〈リチャード・アッテンボロー〉）
- 十二人の怒れる男（4番陪審員〈E・G・マーシャル〉）※日本テレビ版
- 人造人間クエスター（ジェフリー・ダーロ〈ジョン・ヴァーノン〉）
- スター・ウォーズ（ダース・ベイダー）※日本テレビ版（一作はバージョン違い）
  - スター・ウォーズ エピソード4/新たなる希望『水曜ロードショー』版
  - スター・ウォーズ エピソード5/帝国の逆襲『金曜ロードショー』版（劇場公開・DVDリミテッドエディション版ではパルパティーン皇帝 / ダース・シディアスを担当）
  - スター・ウォーズ エピソード6/ジェダイの帰還『金曜ロードショー』版
- 戦場にかける橋（斉藤大佐〈早川雪洲〉）※フジテレビ版（デラックスエディションBlu-ray収録）
- 戦争のはらわた（ブラント大佐〈ジェームス・メイソン〉）※TBS版
- 続シンジケート（アントニオ〈マーティン・バルサム〉）
- 007 私を愛したスパイ（カール・ストロンバーグ〈クルト・ユルゲンス〉）※TBS旧録版
- ドン・サバティーニ（カーマイン・サバティーニ〈マーロン・ブランド〉）
- ナイトホークス（バーケンヘッド卿〈ナイジェル・ダヴェンポート〉）※テレビ朝日版
- ハイジ（アルムおんじ〈マックス・フォン・シドー〉）
- バルジ大作戦（カイリー中佐〈ヘンリー・フォンダ〉）※フジテレビ版
- ペーパーチェイス（チャールズ・W・キングスフィールド教授〈ジョン・ハウスマン〉）
- ベン・ハー（クイントゥス・アリウス〈ジャック・ホーキンス〉）※テレビ朝日版
- ミクロの決死圏（Dr.デュヴァル〈アーサー・ケネディ〉）※テレビ朝日版
- 夜の訪問者（ロス〈ジェームズ・メイソン〉[23]）※フジテレビ版
- リーサル・ウェポン2/炎の約束（ラッド〈ジョス・アクランド〉）※テレビ朝日版
- 鷲は舞いおりた（ラドル大佐〈ロバート・デュヴァル〉）
- 終わりよければすべてよし（フランス王＜ドナルド・シンデン＞）NHKシェークスピア劇場版

#### 海外テレビ作品
- アボンリーへの道（タンブリッジ）
- アンネの日記（オットー〈エムリス・ジェームス〉）
- エデンの東 ミニシリーズ（サイラス〈ワレン・ホーツ〉）
- エド・マロー〜テレビを変えた男（ウィリアム・ベイリー〈ダブニー・コールマン〉）
- 疑惑（フレディ・カサーブ〈カール・マルデン〉）
- 刑事コロンボ 愛情の計算（マーシャル・ケイヒル博士〈ホセ・フェラー〉）
- 警部マクロード
  - 「潜入捜査」（エリクソン〈エディ・アルバート〉）
  - 「空中戦SOS」（イーストン〈パット・ヒングル〉）
- 刑事マッカロイ 殺しのリハーサル（パトリック・マクニー）
- 孔子傳（ナレーション）
- 荒野の追跡者・ラレード通り（ウッドロー・コール大尉〈ジェームズ・ガーナー〉）
- ザ・ホワイトハウス シーズン4 #11（ジュリー・ジーグラー〈ジェリー・アドラー〉）
- ザ・マン〜大統領の椅子（ダグラス・ディルマン〈ジェームズ・アール・ジョーンズ〉）
- ジェシカおばさんの事件簿「もう一度別れの歌を・ステージこそわが命」（オリバー〈パトリック・マクニー〉）
- 新アウターリミッツ（ナレーション）
- 新・弁護士ペリー・メイスン（ペリー・メイスン〈レイモンド・バー〉[1]）
- シャーロック・ホームズの冒険「第二の血痕」（ベリンジャー首相〈ハリー・アンドリュース〉）
- シカゴホープ（アーサー・サーモンド〈E・G・マーシャル〉）
- 将軍アイク（アイゼンハワー〈ロバート・デュヴァル〉）
- 青春!カリブ海（クロフト〈ロイ・ドートリス〉[1]）
- 人造人間クエスター（ダロウ博士〈ジョン・バーノン〉）
- ミス・マープル「パディントン発4時50分」(スラック警部〈デヴィッド・ホロヴィッチ〉）
- ミス、ローズ・ホワイトの秘密（マクシミリアン・シェル）
- 誘拐（ダンカン〈ハワード・ダフ〉）
- リバーハウスの虹（ウールコット大尉〈レオナード・ティール〉）
- わが命つきるとも
- 若草物語（ローレンス〈ロバート・ヤング〉）

#### 海外アニメ
- トランスフォーマー ザ・ムービー（1989年） - ユニクロン
- 美女と野獣（1992年） - ナレーター

### テレビアニメ
- サンゴ礁伝説 青い海のエルフィ（1986年） - ネレウス[24][1]

### OVA
- ダロス（1983年） - タイゾー・ノノムラ
- 暗黒神話（1990年） - 竹内

### 劇場アニメ
- ペンギンズ・メモリー 幸福物語（1985年） - ドクター・モウ
- AKIRA（1988年） - Dr.[25]

### ラジオドラマ
- 新しい人よ眼ざめよ（1985年1月15日、NHK-FM） - 父 役
- ソフィーの世界（1996年、NHKオーディオドラマ） - アルベルト 役
- ちょいと昔の物語（2006年、金光教の時間）
- NHK-FM FMシアター
  - 「ラブ・ストーリーを読む老人」（2001年）
  - 「ラジオと背中」（2008年）
  - 「秋のレッスン」（2011年）
- 水色の手紙（2009年、NHKラジオ第1 歌謡ドラマ） - 白崎 役

### ナレーション

#### テレビ作品
- 三姉妹（1967年、NHK）※総集編
- 剣と風と子守唄（1975年、NTV）
- 伝七捕物帳 第104話「無実の獄門」（1976年、NTV）
- 横溝正史シリーズII（MBS）
  - 八つ墓村（1978年）
  - 迷路荘の惨劇（1978年）
- 達磨大助事件帳（1978年、ANB）
- 若さま侍捕物帳（1978年、ANB）
- 柳生一族の陰謀 第20 - 21, 23 - 39話（1979年、KTV）
- それからの武蔵（1981年、TX）
- 柳生新陰流（1982年、TX）
- 黒革の手帖（1984年、TBS）
- ニュードキュメンタリードラマ昭和 松本清張事件にせまる 第10・16・18・22・24・25回（1984年、ANB）
- 年末時代劇スペシャル（NTV）
  - 忠臣蔵（1985年）
  - 白虎隊（1986年）
  - 田原坂（1987年）
  - 五稜郭（1988年）
  - 奇兵隊（1989年）
- 隠密・奥の細道（1988年 - 1989年、TX）
- 実録犯罪史シリーズ 昭和の説教強盗 命はとらぬ金を出せ!（1991年、CX）
- 昭和16年の敗戦（1991年、CX）
- 松本清張作家活動40周年記念・迷走地図（1992年、TBS）
- 柳生武芸帳 十兵衛あばれ旅 伊達六十二万石の陰謀（1992年、NTV）

#### 映画
- 栄光への5000キロ（1969年、松竹）
- 橋のない川 第二部（1970年、ほるぷ映画）
- 戦争と人間 第一部（1970年、日活）
- 戦争と人間 第二部（1971年、日活）
- 婉という女（1971年、ほるぷ映画）※クレジットでは解説
- 戦争と人間 完結篇（1973年、日活）
- 絶唱（1975年、東宝）
- 不毛地帯（1976年、東宝）
- 柳生一族の陰謀（1978年、東映）
- 鬼畜（1978年、松竹）
- 赤穂城断絶（1978年、東映）
- 平和の巡礼者 ヨハネ・パウロII世（1981年、近代映画社）

#### テレビアニメ
- 妖怪人間ベム -HUMANOID MONSTER BEM-（2006年、アニマックス　TOKYO MX）

#### ドキュメンタリー
- エルミタージュ美術館　(1980年、NHK) - ピーター・ユスチノフ
- ルーブル美術館　(1985・1986年、NHK) - ダーク・ボガード
- 知られざる世界（NTV）
- その時歴史が動いた 「経済危機との格闘」（2000年、NHK） - 高橋是清の声

#### トーク番組
- 吉本隆明がいま語る 炎の人 三好十郎（2001年、ETV）

#### ゲーム
- 決戦2（2001年）

#### その他コンテンツ
- 東京ディズニーランドのアトラクション「美女と野獣“魔法のものがたり”」（ナレーター）

## 受賞歴
- 第17回 芸術祭 奨励賞（『るつぼ』）
- 第41回 紀伊国屋演劇賞 個人賞（『女相続人』）